# Dolní Újezd (Přerovi járás)
Dolní Újezd település Csehországban, Přerovi járásban. Dolní Újezd Bohuslávky, Výkleky, Veselíčko, Lipník nad Bečvou és Velký Újezd településekkel határos. Lakosainak száma 1225 fő (2024. január 1.).

## Népesség
A település lakosságának változását az alábbi diagram mutatja:
| Lakosok száma | 1010 | 1097 | 1108 | 1050 | 1110 | 1134 | 1227 | 1227 | 1206 | 1225 |
|               | 1869 | 1890 | 1921 | 1950 | 1980 | 2001 | 2017 | 2019 | 2022 | 2024 |